# Bibliothèque nationale du Luxembourg
La Bibliothèque nationale du Luxembourg (BnL) a été fondée en 1899 sous sa forme actuelle. Elle prend la suite de différentes institutions qui trouvent leurs origines au XVIIIe siècle. Elle est située dans le quartier du Kirchberg de la ville de Luxembourg. La Bibliothèque nationale du Luxembourg est un établissement public placé sous la tutelle du ministère de la Culture.  
La Bibliothèque nationale du Luxembourg possède 1,8 million de documents imprimés, ce qui en fait la plus grande bibliothèque du Luxembourg. Les collections de la bibliothèque comprennent des documents imprimés et numériques, tels que des livres, des manuscrits, des revues, des journaux, des bases de données, des cartes, des timbres, des estampes, des dessins et des partitions de compositeurs luxembourgeois. Environ trois quarts de son contenu, notamment les ressources scientifiques, proviennent de l'étranger.  
En tant que responsable de dépôt légal, la Bibliothèque nationale du Luxembourg reçoit, pour conservation, des exemplaires de livres et d'autres documents imprimés et numériques publiés au Luxembourg. Elle est également l'agence nationale ISBN, ISSN, ISMN et ISNI.

## Historique

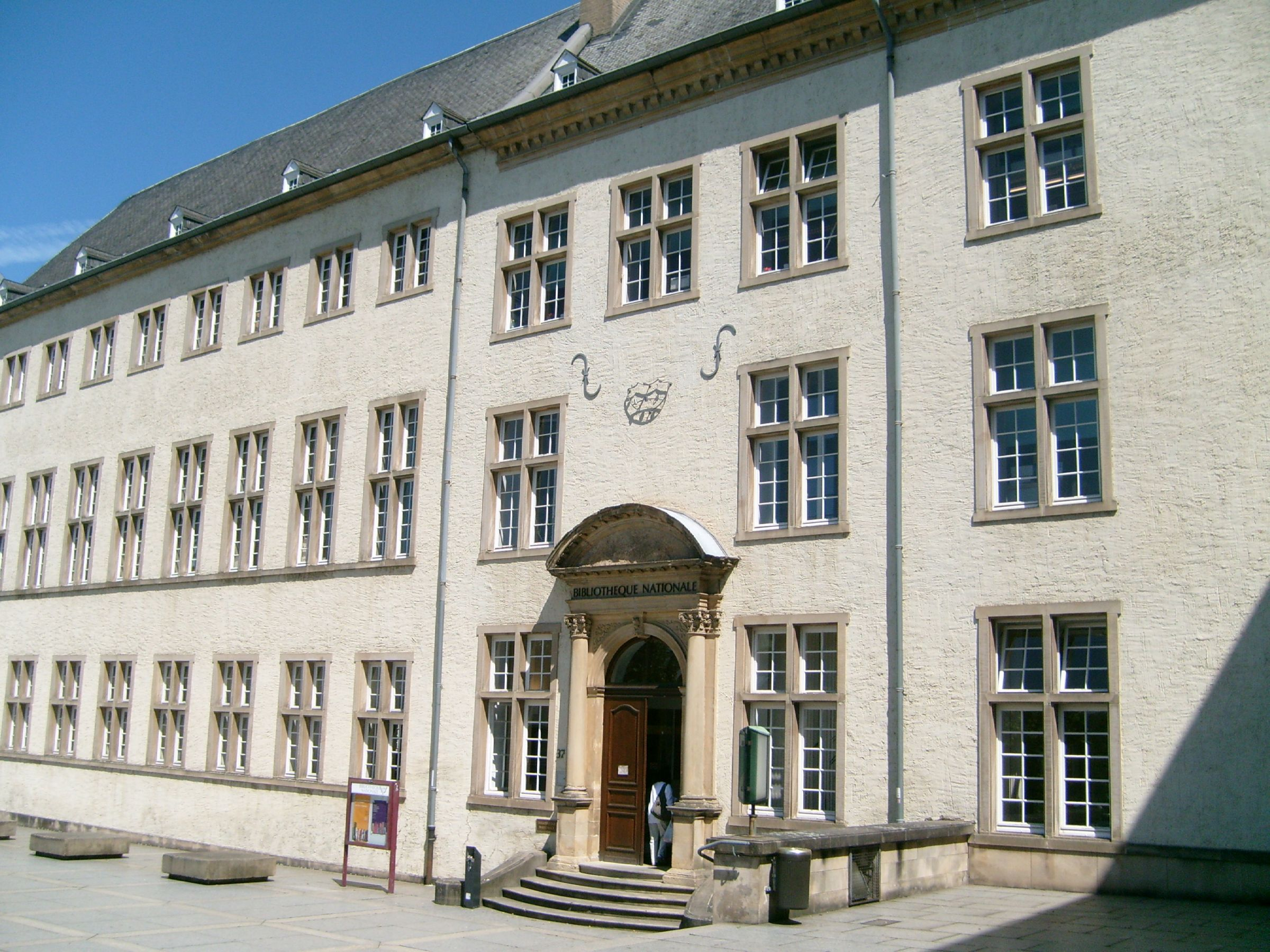
Bâtiment historique.

Le 1er avril 1798, la bibliothèque de l'École centrale a été fondée sur la base d'une loi du 25 octobre 1795. Cinq ans plus tard, le 28 janvier 1803, elle est devenue une bibliothèque municipale de la ville de Luxembourg et a pris le nom de « Bibliothèque de Luxembourg ». La loi du 28 mars 1899 l'a finalement rebaptisée « Bibliothèque nationale de Luxembourg », le nom qui a été conservé jusqu'en octobre 2019.
Depuis 1973, la Bibliothèque nationale de Luxembourg était située dans le bâtiment rénové de l'ancien Athénée grand-ducal, lui-même ultime successeur du collège jésuite qui avait ouvert ses portes en 1603 à côté de son église et (future) cathédrale Notre-Dame de Luxembourg, entre la rue Notre-Dame et le boulevard Roosevelt. La loi du 18 avril 2013 définit la construction d'un bâtiment conforme aux besoins fonctionnels d'une bibliothèque nationale du XXIe siècle, répondant non seulement aux besoins de conservation et de valorisation du patrimoine intellectuel luxembourgeois, mais aussi aux besoins renouvelés du public et des générations futures. Lorsque la Bibliothèque nationale du Luxembourg a ouvert les portes de son nouveau bâtiment au Kirchberg au public le 1er octobre 2019, elle a changé son nom en Bibliothèque nationale du Luxembourg, qui est utilisé depuis.

## Organisation

### Liste des directeurs
| Identité                             | Période        | Période        | Durée                     |
| Identité                             | Début          | Fin            | Durée                     |
| ------------------------------------ | -------------- | -------------- | ------------------------- |
| Joseph Goedert (1908 - 2012)         | 1965           | 1972           | 7 ans                     |
| Gilbert Trausch (1931 - 2018)        | 1972           | 1984           | 12 ans                    |
| Jul Christophory (d) (né en 1939)    | 1984           | 1996           | 12 ans                    |
| Par intérim : Emile Thoma (d)        | 1996           | 1997           | 1 an                      |
| Jean-Claude Muller (d) (né en 1956)  | 1997           | 2001           | 4 ans                     |
| Monique Kieffer (d) (née en 1952)    | 2001           | 2 juillet 2020 | 19 ans                    |
| Claude Dario Conter (d) (né en 1974) | 3 juillet 2020 | En cours       | 4 ans, 8 mois et 11 jours |

## Missions

### Bibliothèque patrimoniale
En tant que principale bibliothèque patrimoniale du pays, la Bibliothèque nationale du Luxembourg a pour mission de collecter, cataloguer, conserver et valoriser le patrimoine luxembourgeois dans tous les domaines de la connaissance, soit par le dépôt légal, soit en complétant ses collections par des acquisitions de documents publiés à l'étranger par des citoyens, auteurs ou habitants luxembourgeois, ou ayant un autre lien avec le pays. En outre, elle crée et publie une bibliographie nationale annuelle des publications entrées dans la collection par le biais du dépôt légal. La Bibliothèque nationale du Luxembourg gère également des collections spéciales contenant, entre autres, des manuscrits, des documents rares et précieux, des imprimés, des cartes, des photos, des textes musicaux et des livres d'artistes.
La Bibliothèque nationale du Luxembourg non seulement conserve, mais aussi étudie ces collections et publie régulièrement ses travaux, comme par exemple la série « De Litty », qui vise à rendre le patrimoine musical luxembourgeois plus accessible aux enseignants et aux jeunes. En outre, la Bibliothèque nationale du Luxembourg organise et accueille des expositions à valeur patrimoniale ainsi que des évènements et des conférences, seule ou en collaboration avec d'autres établissements.

### Bibliothèque scientifique et de recherche
La Bibliothèque nationale du Luxembourg est une principale bibliothèque scientifique et de recherche qui, en plus de son fonds luxembourgeois, catalogue, conserve et valorise les publications non luxembourgeoises de valeur scientifique et culturelle, afin de répondre aux demandes de ses utilisateurs. La Bibliothèque nationale du Luxembourg produit également des publications et organise des expositions, des conférences et des évènements afin de valoriser ses collections non luxembourgeoises.

### Accessibilité
La Bibliothèque nationale du Luxembourg doit rendre accessible ses collections au plus grand nombre de personnes, soit par le prêt, soit par la consultation sur place, soit par l'utilisation des technologies modernes de transmission de données. Si tout le monde peut s'inscrire gratuitement à la Bibliothèque nationale du Luxembourg, le prêt à domicile et l'accès aux ressources numériques sont réservés aux personnes âgées de 14 ans et plus résidant au Luxembourg ou dans les régions limitrophes ainsi qu'aux étudiants inscrits dans un établissement d'enseignement supérieur agréé par l'État luxembourgeois.

### Coordination du Consortium Luxembourg
Le Consortium Luxembourg s'occupe de l'acquisition et de la gestion des publications électroniques. Son travail permet de mettre un grand nombre de publications à la disposition du monde universitaire, de la recherche, des administrations publiques et du grand public. La Bibliothèque nationale du Luxembourg coordonne le Consortium Luxembourg et s'occupe de l'administration, de la gestion des logiciels, de l'accès et de la négociation des licences et des abonnements.
Outre la Bibliothèque nationale du Luxembourg, les membres du consortium sont l'Université du Luxembourg, le Luxembourg Institute of Science and Technology (LIST), le Luxembourg Institute of Health (LIH), le Max Planck Institute Luxembourg, l'IFEN et SCRIPT.
En 2017, la bibliothèque gouvernementale bibgov.lu est née d'une coopération entre la BnL, le ministère de la Fonction publique et de la Réforme administrative et le Centre des technologies de l'information de l'État (CTIE). Elle fournit des ressources numériques spécialisées aux ministères et aux administrations publiques.
Le Consortium Luxembourg coordonne et gère également le projet ebooks.lu, un service gratuit de prêt de livres numériques et de livres audio numériques en français, allemand et anglais, accessible aux lecteurs de la Bibliothèque nationale, du Bicherbus et de plusieurs bibliothèques publiques luxembourgeoises.

### Coordination du réseau
Depuis 1985, la Bibliothèque nationale du Luxembourg coordonne un réseau de 90 bibliothèques luxembourgeoises appelé « bibnet.lu ». Elle gère les systèmes et outils logiciels utilisés par les bibliothèques membres, coordonne les travaux de catalogage et d'indexation et gère le catalogue national. La Bibliothèque nationale du Luxembourg assure également la formation continue des bibliothèques membres et de leur personnel.

### Le service du Bicherbus
Le Bicherbus est un système de bibliothèque mobile parcourant 81 villages luxembourgeois en tournées hebdomadaires. Comme des véritables bibliothèques sur roues, des bus dans lesquels les sièges des passagers ont été remplacés par des étagères, circulent sur de multiples itinéraires à travers le pays. Depuis le 24 juin 2010, la Bibliothèque nationale du Luxembourg gère le service du Bicherbus.